# Fiorello

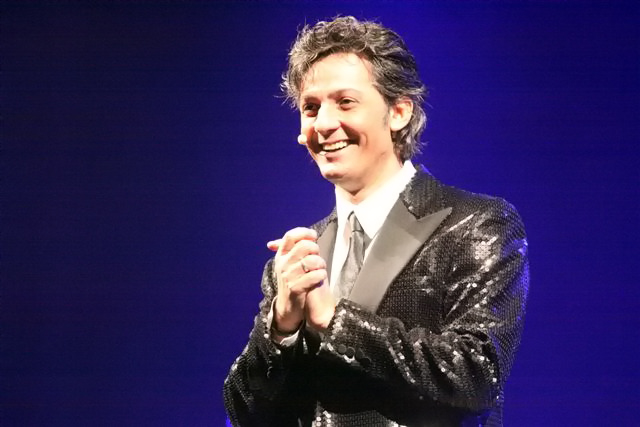
Fiorello in Florenz (2009)

Fiorello, eigentlich Rosario Fiorello, (* 16. Mai 1960 in Catania) ist ein italienischer Showmaster, Entertainer, Imitator, Schauspieler und Sänger.

## Radio und Fernsehen
In Catania geboren, wuchs Rosario Fiorello in einer aus der Provinz Siracusa stammenden Familie in Augusta mit seinem Bruder, dem Schauspieler Giuseppe Fiorello, und zwei weiteren jüngeren Geschwistern auf. Sein Berufsleben begann er im nahe gelegenen Badeort Brucoli, wo er zunächst als Hilfskoch, danach als Barkeeper und später als Entertainer arbeitete. Durch die Bekanntschaft mit Jovanottis Bruder, Bernardo Cherubini, gelangte Rosario Fiorello zum Privaten Radiosender Radio DeeJay, wo er ab 1989 eine eigene Sendung moderierte und seither als „Fiorello“ bekannt ist.
Sein Fernsehdebüt machte er 1992 mit einer Karaoke-Sendung auf dem Mediaset-Sender Italia 1, die er bis 1994 moderierte. Danach folgten Moderationen in verschiedenen Fernsehshows, unter anderem beim Sonntagnachmittagsprogramm von Canale 5 „Buona Domenica“ und in mehreren Ausgaben des „Festivalbar“.
2001 wechselte Fiorello zum Staatssender Rai, wo er bis 2008 sowohl als Radio- wie auch als Fernsehmoderator tätig war. Mit der Unterhaltungssendung „Stasera pago io“ auf Rai Uno und der Fortsetzung im Jahr darauf „Stasera pago io in Euro“ erreichte Fiorello 2001 und 2002 nicht nur einen großen Zuschauererfolg, sondern bewies sich auch als vielseitiger Entertainer. 2004 folgte mit dem sechsteiligen „Stasera pago io… Revolution“, in dem Fiorello unter anderem auch verschiedene internationale Stargäste mit einbezog, eine weitere Fortsetzung.
Parallel dazu moderierte er auf Rai Radio 2 zwischen 2001 und 2008 zusammen mit Marco Baldini die Radiosendung „Viva Radio2“. Fiorello und Marco Baldini, die bereits bei Radio Deejay zusammengearbeitet hatten, entwickelten eine dort entstandene Idee weiter und führten die Sendung „Viva Radio2“ zu einer der meistgehörten Radiosendungen Italiens. Die Sendung hatte als Inhalt unter anderem Alltagsthemen sowie Gags und insbesondere Fiorellos Imitationen zahlreicher Persönlichkeiten aus Film, Fernsehen, Sport, Kultur und Politik. Aus Viva Radio2 gingen insgesamt vier CDs und eine DVD hervor. Darüber hinaus wurden 2006 unter dem Titel „Viva Radio2… e un po' anche Rai Uno“ zwei Spezialsendungen auf Rai Uno ausgestrahlt, die jeweils von mehr als 10 Millionen Zuschauern verfolgt wurden. Ferner wurde das Format ab Januar 2008 als 20-minütige Fernsehsendung auf Rai Uno ausgestrahlt.
Fiorello wurde 2008 zum Gegenstand einer Analyse des Fernsehkritikers Aldo Grasso, der das Buch „Fenomenologia di Fiorello“ publizierte.
Im Januar 2009 bestätigte Fiorello kursierende Gerüchte, wonach er von der Rai zu Rupert Murdochs Pay-TV-Sender Sky Italia wechseln würde. Der angekündigte Wechsel bildete Gesprächsstoff in zahlreichen Medienberichten und Fernsehsendungen. Dies insbesondere, weil Fiorello der erste unter den ganz Großen im italienischen Showbusiness ist, der aus dem faktischen Duopol Rai-Mediaset ausgestiegen ist, um zu einem nur über Satellit empfangbaren Bezahlfernsehen zu wechseln. Fiorello wusste den Rummel um sich entsprechend auszunutzen und kreierte in Anspielung auf Skys Pläne, eine dritte Kraft im italienischen Fernsehmarkt zu werden, den Ausdruck „Skraiset“. Seit dem Frühjahr 2009 moderiert er bei Sky die „Fiorello Show“.
2011 arbeitete er wieder bei der Rai. Am 14. November moderierte er Il più grande spettacolo dopo il weekend, was in der ersten Folge 9.796.000 Zuschauer sahen und eine Einschaltquote von 39,18 Prozent brachte. Ausgestrahlt wurden 4 Folgen. Das Programm Il più grande spettacolo dopo il weekend lief gegen Grande Fratello 12, die italienische Version von Big Brother. Fiorello erzielte in seiner zweiten Sendung eine Einschaltquote von 42,60 Prozent mit 12.157.000 Zuschauern, während der Konkurrent auf Canale 5 nur auf 15,71 Prozent mit 3.793.000 Zuschauern kam.

## Bühne, Film, Theater, Musik
Parallel zu seiner Radio- und Fernsehkarriere ist Fiorello auch regelmäßig mit Liveshows auf Tournee. Darüber hinaus ist er vereinzelt auch im schauspielerischen Bereich sowie als Synchronsprecher tätig. Auf internationaler Ebene spielte er eine Nebenrolle im Film „Der talentierte Mr. Ripley“. Zu den internationalen Produktionen, für die Fiorello seine Synchronstimme gab, zählen unter anderem Die Reise der Pinguine, Garfield – Der Film und Garfield 2. Im Musikbereich veröffentlichte Fiorello zwischen 1991 und 2005 verschiedene Singles und Alben und nahm am Sanremo-Festival 1995 teil. Ferner wurde Fiorello für verschiedene Werbekampagnen engagiert, unter anderem mit Marco Baldini von Viva Radio2 für Fiat und zusammen mit seinem engen Freund Mike Bongiorno für den Telekomanbieter Wind.

## Auszeichnungen
Während seiner gesamten beruflichen Laufbahn wurde Fiorello mehrfach ausgezeichnet. Insgesamt wurde er von 1993 bis 2008 unter anderem zehn Mal mit dem Telegatto und fünf Mal mit dem Oscar tv sowie mit mehreren Einzelpreisen prämiert.

## Privates
Fiorello ist verheiratet und Vater einer Tochter. Sein jüngerer Bruder, Giuseppe Fiorello, ist ein bekannter Schauspieler, während seine jüngere Schwester, Catena Fiorello, als Journalistin und Fernsehmoderatorin tätig ist.